# Monteverdi Hai 450

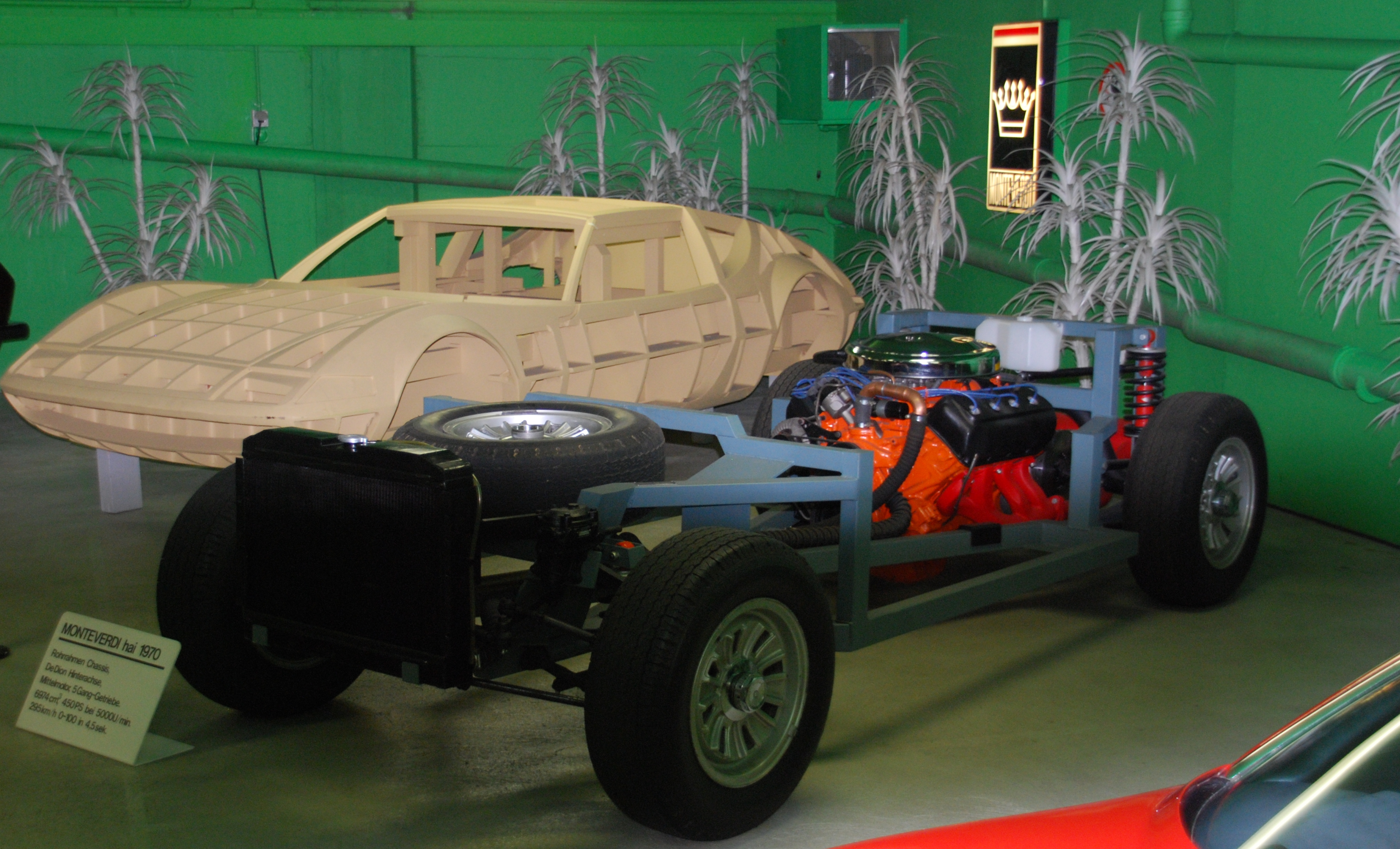
Das Chassis des Monteverdi Hai 450 und das Holzmodell für den Aufbau (Hintergrund).

Der Monteverdi Hai 450 ist ein zweisitziges Mittelmotorcoupé des Schweizer Automobilherstellers Monteverdi, das wegen seiner schnittigen Karosserie und seiner hohen Fahrleistungen in den 1970er Jahren Aufsehen erregte. Der Hai 450 ergänzte ab 1970 die Modellpalette des Basler Unternehmens, das drei Jahre zuvor mit der High Speed 375-Reihe die Produktion exklusiver Oberklassefahrzeuge aufgenommen hatte. Wie dort, verband Monteverdi auch beim Hai 450 unkomplizierte amerikanische Antriebstechnik mit einer in Handarbeit hergestellten Karosserie in europäischem Stil. Zwischen 1970 und 1973 entstanden zwei als Hai 450 SS und Hai 450 GTS bezeichnete Versionen des Sportwagens, die sich technisch und auch in den Ausmaßen geringfügig voneinander unterschieden. Von jeder Ausführung fertigte Monteverdi zunächst nur ein Exemplar. Nahezu 20 Jahre später ließ Peter Monteverdi, der Schöpfer des Hai 450, allerdings zwei weitere Fahrzeuge herstellen, die als Werksrepliken bezeichnet werden.

## Konzept
Anders als die High Speed 375-Coupés war der Hai 450 als Mittelmotorcoupé konzipiert. Er hatte eine knapp geschnittene, zweitürige Fließheckkarosserie mit Klappscheinwerfern. Nach Darstellung Monteverdis war die Entwicklung des Hai eine Antwort auf den Mercedes-Benz C 111, der 1969 auf der IAA in Frankfurt vorgestellt worden war und dort erhebliches Aufsehen erregt hatte.
Der Hai ruhte auf einem Stahlrahmen aus Vierkantrohren, der von der Stahlbau AG in Muttenz hergestellt wurde. Das Fahrwerk bestand aus je zwei ungleich langen Dreiecksquerlenkern vorn mit Schraubenfedern, hinten verwendete Monteverdi eine De-Dion-Achse mit Wattgestänge und Schraubenfedern. Vor der Hinterachse wurde ein amerikanischer Achtzylindermotor von Chrysler installiert. Für die Kraftübertragung war ein manuell zu schaltendes Fünfganggetriebe von ZF vorgesehen, das auch im Maserati Bora und im De Tomaso Pantera verwendet wurde. Angeblich erwies es sich als zu schwach dimensioniert und wurde später durch ein Getriebe von Ford USA ersetzt, das für den Ford GT 40 konzipiert worden war.
Die Karosserie des flachen, langgezogenen Sportwagens hatte Peter Monteverdi, der Inhaber der Automobile Monteverdi, nach eigenen Angaben im Jahr 1970 selbst entworfen. Ob dies richtig ist, ist zweifelhaft; nach anderer Darstellung geht das Design auf das italienische Karosseriebauunternehmen Fissore zurück, das seit 1969 für Monteverdi die Karosserien der Gran-Turismo-Modelle High Speed 375 herstellte. Bei Fissore hatte der britische Designer Trevor Fiore in den späten 1960er Jahren einen Entwurf für ein neues Modell der französischen Sportwagenmarke Alpine erarbeitet, das später als Alpine A 310 verkauft wurde. Nach Darstellung Fiores hatte Peter Monteverdi anlässlich eines Besuchs bei Fissore Fiores Entwürfe für Alpine gesehen und deren markante Linien kopiert. In jüngeren Presseberichten werden zunehmend grundlegende Ähnlichkeiten zwischen dem Alpine A310 und dem Monteverdi Hai 450 konzediert. Eine aktuelle Chronik der Marke Alpine sieht ebenfalls erhebliche Ähnlichkeiten zwischen dem Hai 450 und dem Alpine A310, lässt aber die Frage, wer Urheber des Designs war, offen.
Das technische Layout und die Begrenzungen, die sich aus der knapp geschnittenen Form des Autos ergaben, begründeten einige Mängel des Hai 450. Die Einbauposition des Motors war, bedingt durch die Form des Rohrrahmens, sehr hoch. Das ergab einen hohen Schwerpunkt, der einer sportlichen Fahrweise entgegenstand. Der Motor war von außen nicht zugänglich. Er ragte zwischen den beiden Schalensitzen hindurch in den Fahrerraum hinein und begrenzte die Bewegungsfreiheit des rechten Arms des Fahrers, so dass die Betätigung des Schalthebels nur eingeschränkt möglich war. Die sehr geringe Höhe des Fahrzeugs zwang zudem zu einer gebückten Sitzposition, in der kaum ein Fahrer längere Zeit auszuhalten vermochte. Insgesamt war der Passagierraum im Hai 450 zu knapp bemessen. Monteverdis Verkaufsleiter bestätigte später, dass man in der ersten Version des Hai kaum habe sitzen können.

## Versionen

### Hai 450 SS

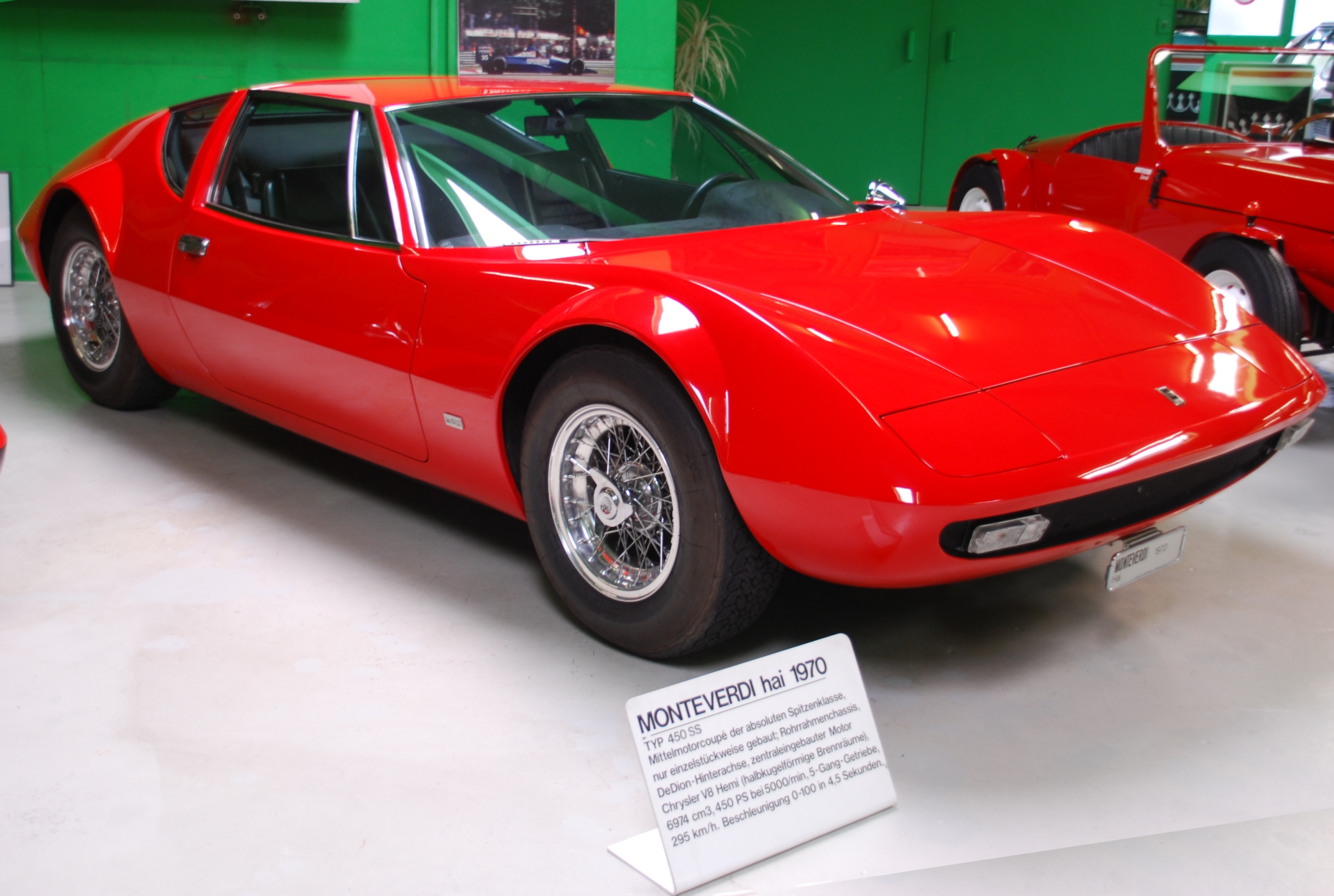
Monteverdi Hai 450 SS (Werksreplik mit verlängertem Radstand)

Der 1970 vorgestellte Hai 450 SS wurde von einem Achtzylindermotor mit sieben Liter Hubraum vom Typ Chrysler 426 Street Hemi angetrieben, der etwa 425 SAE-HP abgab. Nach Monteverdi war die Leistung 450 SAE-PS, was etwa 360 PS nach DIN-Messung entsprach. Als Leergewicht wurden 1756 kg gemessen, gut 450 kg mehr als die Werksangabe.
Monteverdi gab für den Hai 450 SS eine Höchstgeschwindigkeit von über 290 km/h an; von 0 auf 100 km/h sollte der Wagen in 4,9 Sekunden beschleunigen, und der Kilometer mit stehendem Start sollte nach 23,9 Sekunden absolviert sein. Der belgische Rennfahrer und Tester Paul Frère erreichte dagegen bei einer Probefahrt deutlich geringere Werte: 270,6 km/h, 0–100 km/h in 6,9 Sekunden und brauchte für einen Kilometer 26,1 Sekunden. 

### Hai 450 GTS

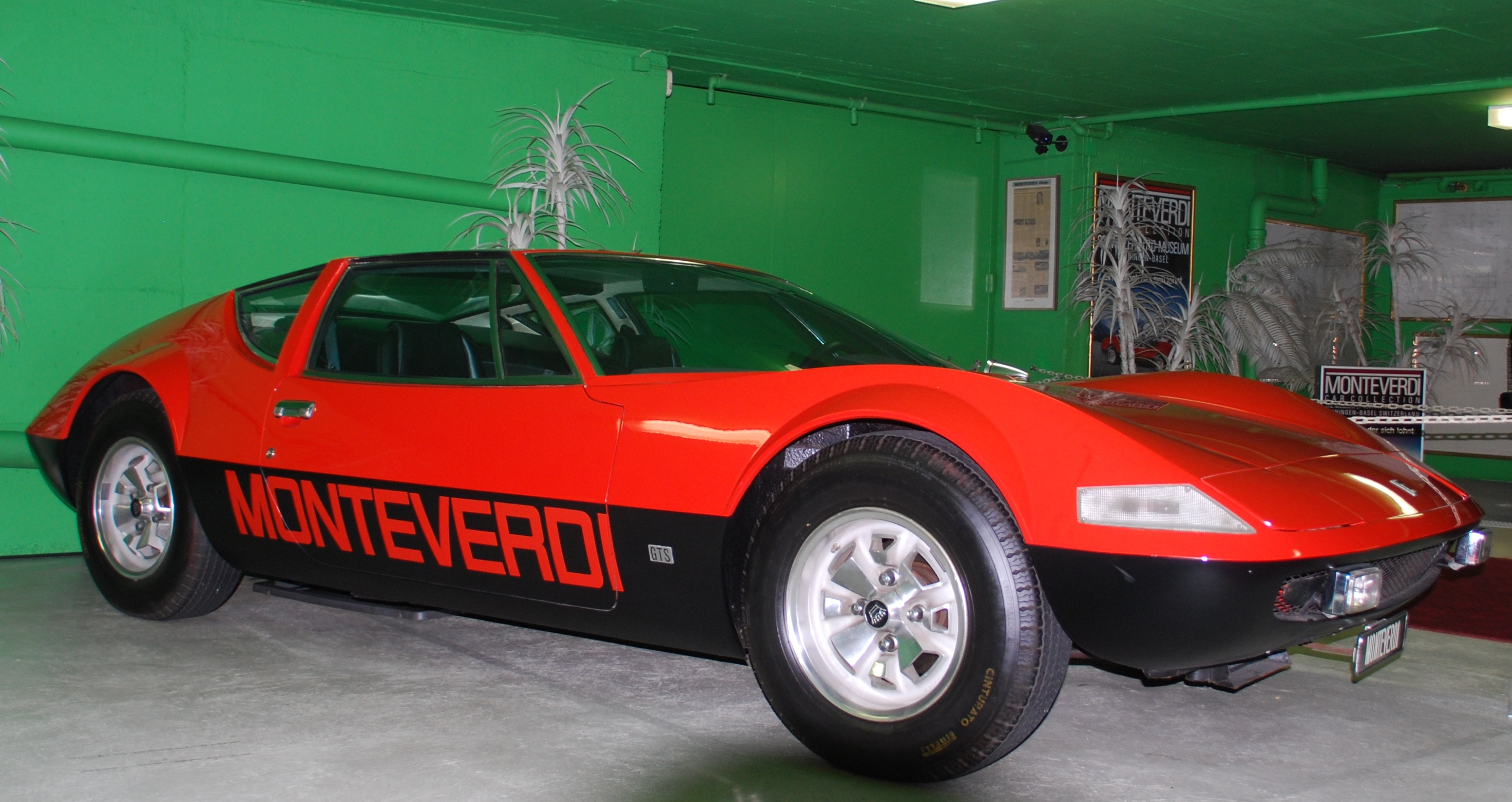
Monteverdi Hai 450 GTS (Originalfahrzeug von 1973)

Drei Jahre nach dem Hai 450 SS stellte Monteverdi 1973 eine weiterentwickelte Version des Mittelmotorsportwagens vor, der die Bezeichnung Hai 450 GTS trug. Er unterschied sich vom 450 SS vor allem durch den um 50 mm verlängerten Radstand, der dem Platzangebot in der Fahrgastzelle zugutekam. Der damalige Verkaufsleiter Monteverdis erklärte später: „Der zweite Hai war schon besser. Man konnte darin sitzen“. Neu war auch der Motor des 450 GTS: Er wurde von einem 6,974 Liter großen Achtzylindermotor von Chrysler (Typ Hemi 426) angetrieben, der nun mit Aluminiumzylinderköpfen ausgestattet war. Monteverdi bezifferte die Leistung des Motors mit 450 DIN-PS bei 5000/min, das maximale Drehmoment betrug 586 Nm bei 4000/min. Die Beschleunigung von 0 auf 100 km/h erfolgte nach Werksangabe innerhalb von 4,6 Sekunden. Im Test wurden laut Auto Zeitung eine Höchstgeschwindigkeit von 280 km/h und 0–100 km/h in 5,5 Sekunden erreicht. Der Kaufpreis des Fahrzeugs belief sich auf 142.000 Schweizer Franken, etwa 150 % des Preises eines Lamborghini Countach. Er war mit Kopfstützen, elektrischen Fensterhebern sowie einer Klimaanlage ausgestattet.

## Vorstellung und Wirkung in der Öffentlichkeit
Der Monteverdi Hai 450 SS wurde auf dem Genfer Auto-Salon 1970 vorgestellt. Der Wagen erregte in der Öffentlichkeit und in der Presse einiges Aufsehen. Zeitungsberichte enthalten Hinweise darauf, dass bei dem Erscheinen des Wagens in der Basler Innenstadt von Passanten die Schweizer Nationalhymne angestimmt wurde. In der Praxis war es allerdings ein problematisches Auto. Wiederholt kollabierte das Fahrzeug im Basler Straßenverkehr und musste mit einem LKW ins Monteverdi-Werk zurückgebracht werden. Ein ehemaliger Mitarbeiter Monteverdis berichtete, dass der Hai bei Probefahrten mehrfach Blechschäden davontrug und wiederholt umfassend repariert werden musste.

## Verbreitung

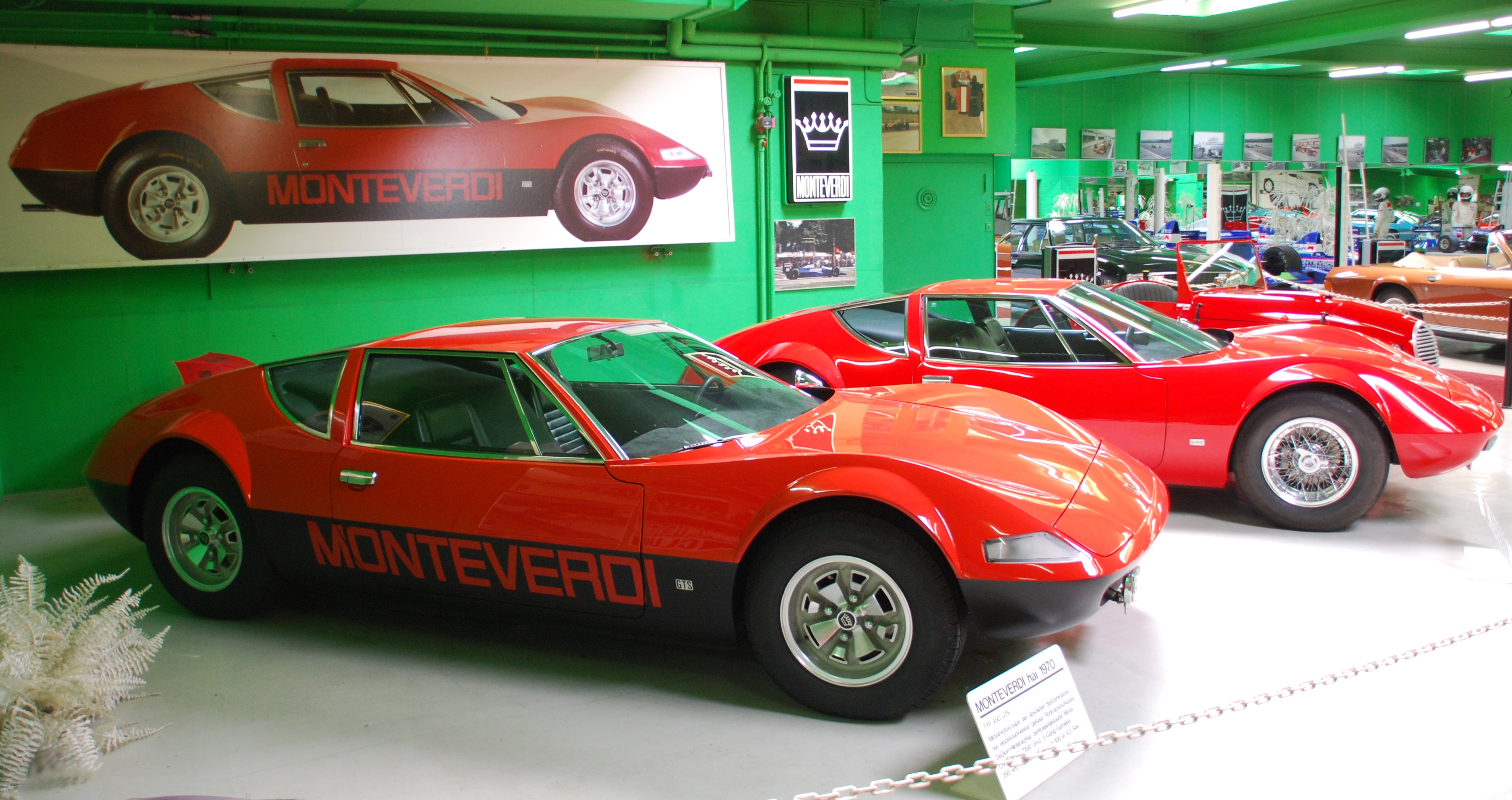
Monteverdi Hai 450 GTS (vorn; Werksreplik) und Hai 450 SS (hinten; Werksreplik)

In den frühen 1970er-Jahren behauptete Peter Monteverdi, der Hai 450 werde serienmäßig bzw. „in kleiner Serie“ gefertigt. Diese Behauptung wurde bis in die 1980er-Jahre aufrechterhalten. Das ist unzutreffend. Tatsächlich baute Monteverdi 1970 und 1973 nur je ein Exemplar des 450 SS und des 450 GTS. Eine Serienproduktion kam nicht zustande, weil das Unternehmen aus finanziellen Gründen nicht in der Lage war, die konstruktiven Mängel des Fahrzeugs zu beseitigen und den Hai zur Serienreife zu entwickeln.

### Geschichte der zwei Originalfahrzeuge
Wie viele Modelle vom Hai 450 SS gebaut wurden, war lange unklar. Monteverdi zeigte der Presse und auf Ausstellungen wiederholt verschieden lackierte Fahrzeuge (mal rot, mal violett, mal silber), die sich auch in Details wie der Position der Türgriffe und der Blinker unterschieden (sie entsprachen mitunter denen des Fiat Dino Spyder, teilweise waren sie im schmalen Kühlergrill untergebracht), sodass allgemein davon ausgegangen wurde, dass mehrere verschiedene Fahrzeuge vom Typ Hai existierten. Erst einige Jahrzehnte später wurde bekannt, dass nur ein einziges Exemplar des 450 SS hergestellt wurde, ein Fahrzeug mit der Fahrgestellnummer TNT 101. Alle in den 1970er Jahren öffentlich gezeigten Hai 450 SS waren ein und dasselbe Auto, das Monteverdi lediglich mehrfach umlackieren und in Details verändern ließ, um eine Serienproduktion zu suggerieren. Der TNT 101 ging in den Verkauf. Der Wagen gehörte nacheinander mehreren süddeutschen Rotlicht-Größen, bevor er einige Jahre im Hof deutscher Werkstätten stand und schließlich 1982 an einen Sammler in den USA verkauft wurde. 2006 wurde das Auto vollständig restauriert und in den ursprünglichen Zustand zurückversetzt. In diesem Rahmen erhielt es eine auffällige violette Lackierung. Der Wagen stand zunächst in den USA, bevor er am 23. Januar 2010 während der Pariser Retromobile vom Auktionshaus Bonhams für 398.000 € verkauft wurde.
Auch der Hai 450 GTS blieb ein Einzelstück. Er trägt die Fahrgestellnummer TNT 102. Er steht heute in Monteverdis Automuseum in Basel.

### Werksrepliken
Um das Jahr 1990 herum – zu einer Zeit, als für Oldtimer und klassische Sportwagen auf dem weltweiten Markt Höchstpreise erzielt wurden – ließ Peter Monteverdi zwei weitere Exemplare des Hai herstellen. Auslöser dafür war ein Kunde aus dem Nahen Osten, der den Nachbau eines Hai orderte. In der Hoffnung auf weitere Geschäfte ließ Peter Monteverdi daneben noch einen zweiten Nachbau errichten. Beide Fahrzeuge wurden bei L.I.T.L.A. in Turin aufgebaut. Einer Quelle zufolge kamen die Bleche von OCRA. Ein Modell erhielt die Fahrgestellnummer TNT 103; es entspricht optisch dem Hai 450 GTS (TNT 102), während das zweite mit der Fahrgestellnummer TNT 100 äußerlich eine Kopie des Hai 450 SS ist, allerdings ebenfalls den langen Radstand hat. Letzten Endes konnte Monteverdi keinen der Nachbauten verkaufen.

## Bedeutung der Hai-Modelle
Die Monteverdi Hai 450 dienten in den 1970er Jahren in erster Linie als Ausstellungsstücke. Der Hai 450 SS und später der Hai 450 GTS wurden bis 1977 regelmäßig auf Messen und Ausstellungen gezeigt und zog potentielle Kunden an. Die Werbewirksamkeit des Hai 450 besteht – jedenfalls in der Schweiz – noch im 21. Jahrhundert uneingeschränkt fort. Die Schweizer Bank UBS machte den Hai 450 im Jahr 2010 zum Gegenstand einer Werbekampagne, in der es – auch unter Bezugnahme auf entsprechende Charaktereigenschaften Peter Monteverdis – um Beharrungskraft und Ausdauer ging.
Einen indirekten Nachfolger gleichen Namens bekam der Hai Anfang der 1990er Jahre mit dem auf Formel-1-Technologie basierenden Hai 650 F1.